# Magnuszowice
Magnuszowice (niem. Gross Mangersdorf) – wieś w Polsce położona w województwie opolskim, w powiecie opolskim, w gminie Niemodlin.
W latach 1975–1998 miejscowość należała administracyjnie do województwa opolskiego.

## Nazwa
W 1295 w kronice łacińskiej Liber fundationis episcopatus Vratislaviensis (pol. Księga uposażeń biskupstwa wrocławskiego) miejscowość wymieniona jest jako Magnussowitz we fragmencie Magnussowitz decima more polonico.
Od końca XVIII w. wieś posiadała własną pieczęć gminną, na której pieczęci przedstawiono: Temidę (stojący rycerz) z wagą w lewej i uniesionym mieczem w prawej ręce.
15 marca 1947 r. wzorując się na kronice łacińskiej ustalono urzędową polską nazwę miejscowości – Magnuszowice, określając dopełniacz jako Magnuszowic, a przymiotnik – magnuszowicki.